# Petnica (Čačak)
Pour les articles homonymes, voir Petnica.
Petnica (en serbe cyrillique : Петница) est un village de Serbie situé sur le territoire de la Ville de Čačak, district de Moravica. Au recensement de 2011, il comptait 181 habitants.

## Démographie

### Évolution historique de la population
| 1948 | 1953 | 1961 | 1971 | 1981 | 1991 | 2002 | 2011 |
| ---- | ---- | ---- | ---- | ---- | ---- | ---- | ---- |
| 441  | 427  | 421  | 368  | 303  | 279  | 241  | 181  |

|  |